# Адаптационный синдром
Адаптацио́нный синдро́м, о́бщий адаптацио́нный синдро́м (лат. adaptatio — «приспособление») — это совокупность адаптационных реакций человека и животных, возникающие на значительные по силе и продолжительности неблагоприятные воздействия – стрессоров (инфекция, резкие изменения температуры, физическая и психическая травма, большая мышечная нагрузка, кровопотеря, ионизирующее излучение, многие фармакологические воздействия и т.д). Термин введён учёным Гансом Селье в 1936 году.
Начальным актом приспособления организма к необычным условиям служат рефлекторные процессы (сосудодвигательные, защитные и др.); затем включаются гуморальные (поступающие с кровью, лимфой и др.) раздражители такие как адреналин, гистамин и продукты распада повреждённых тканей. Всё это ведёт к включению механизмов, обеспечивающих приспособительную реакцию организма, в первую очередь ретикулярной формации мозга и системы гипоталамус — гипофиз — надпочечники. Клетки гипоталамуса вырабатывают высвобождающий фактор, под действием которого увеличивается образование и выделение гипофизом в кровь адренокортикотропного гормона, стимулирующего деятельность коры надпочечников (выработку глюкокортикоидов). Одновременно в реакцию вовлекаются и другие гуморальные и нервные механизмы и нервная система в целом.
В развитии адаптационного синдрома выделяют три стадии:
1. Стадия тревоги: продолжается от нескольких часов до двух суток. Включает в себя две фазы – шок и противошок. На первой стадии стрессовой ситуации тело входит в состояние шока, когда температура и кровяное давление существенно снижаются, на последней происходит мобилизация защитных сил организма. В течение первой стадии усиливаются выработка и поступление в кровь гормонов надпочечников — глюкокортикоидов и адреналина.
2. Стадия сопротивляемости: устойчивость организма к различным воздействиям повышена. Физиологические системы организма пытаются восстановить нормальную деятельность. Температура тела и кровяное давление возвращаются к норме. Вторая стадия приводит либо к стабилизации, либо сменяется последней стадией – истощением.
3. Стадия истощения: если стресс отличается интенсивностью или продолжительностью то наступает 3-я стадия, которая может завершиться гибелью организма. Во время 3 стадии организм испытывает слишком большую нагрузку, и снова возникают симптомы первой фазы. Организм больше не способен справиться с ними, в результате чего развивается физическое расстройство (например, язва желудка).

У адаптационного синдрома есть и физиологические признаки: увеличиваются кора надпочечников, уменьшается вилочковая железа, селезёнка и лимфатические узлы, нарушается обмен веществ а также изменяется состав крови (лейкоцитоз, лимфопения, эозинопения).